# Pavel Winternitz
Pavel Winternitz (* Juli 1936; † 13. Februar 2021 in Montreal) war ein tschechoslowakisch-kanadischer mathematischer Physiker. Er war Professor an der Universität Montreal (Centre des recherches mathématiques, CRM).

## Leben
Winternitz wuchs in Prag auf und studierte dort und in Leningrad. 1966 wurde er am Vereinigten Institut für Kernforschung in Dubna bei Jakow Abramowitsch Smorodinski promoviert. Damals arbeitete er über Anwendungen der Darstellungstheorie der Lorentzgruppe auf die Berechnung relativistischer Streuamplituden in der Elementarteilchenphysik. Nach den Ereignissen um den Prager Frühling 1968 ging er nach Großbritannien und die USA und schließlich 1972 nach Kanada, wo er 1984 in Montreal eine volle Professur erhielt.
Winternitz befasst sich mit Anwendungen der Gruppentheorie (speziell Liegruppen) in theoretischer Physik und auf nichtlineare partielle Differentialgleichungen und exakt integrierbare Differentialgleichungssysteme (die Integrierbarkeit wird hier meist durch die Existenz häufig verborgener gruppentheoretischer Symmetrien gesichert). In den 1990er Jahren wandte er die gruppentheoretische Klassifizierung auch auf Differenzengleichungen an.
Er arbeitete auch mit Hans Zassenhaus zusammen an einem Buch über die Untergruppenstruktur in der Physik wichtiger Liegruppen (Maximal Abelian Subalgebras of the Classical Algebras and Their Physical Applications).
2001 erhielt er den Preis für Theoretische Physik des Kernforschungszentrums Dubna. 2002 erhielt er den CAP/CRM-Preis in theoretischer Physik der Canadian Association of Physicists (CAP). Für 2018 wurde Winternitz die Wigner-Medaille der Group Theory and Fundamental Physics Foundation zugesprochen.

## Schriften
- als Herausgeber: Group theory and numerical analysis, American Mathematical Society 2005
- Herausgeber mit John Harnad: Groups and symmetries: from Neolithic Scots to John McKay, American Mathematical Society 2009
- Herausgeber mit John Harnad, P. Sabidussi: Integrable systems: from classical to quantum, American Mathematical Society 2000
- Herausgeber mit Decio Levi: Painlevé Transcendents: their asymptotics and physical applications, Plenum Press 1992
- Herausgeber mit D. Levi, Luc Vinet: Symmetries and integrability of difference equations, American Mathematical Society 1996
- Herausgeber: Systèmes dynamiques non linéaires: intégrabilité et comportement qualitatif,  Les Presses de l’Université de Montréal 1986
- Herausgeber mit D. Levi: Symmetries and nonlinear phenomena, 1988
- Lie groups and solutions of nonlinear differential equations, in K. B. Wolf (Herausgeber) Nonlinear Phenomena, 1983